# قائمة المصطلحات المتعلقة بالشباب
يتم تقسيم قائمة المصطلحات المتعلقة بالشبابأدناه إلى للجنسين، من الذكور والإناث. خلال نمو الطفل وتطوره من حديثي الولادة إلى مرحلة البلوغ، يمكن تطبيق مصطلحات مختلفة.

## شروط للجنسين
Junior = "younger"، antonym of senior ، يحدث في العناوين كـ «درجة أقل»، من حيث سنوات الخدمة (وليس العمر) أو حتى التسلسل الهرمي فقط، وفقًا للمعايير بغض النظر عن الخبرة؛ ما يعادل هو puisne .
الرضع، في الأصل "طفل صغير جدا في الكلام" تطورت إلى المشاة "جندي القدم '(أجير أيضا)، وباللغة الايبيرية، إلى النمط الأميرية إنفانتي.
ترتبط ثانوية بحد لسن (قد تكون البقية سن الرضا الجنسي) أو حتى نظامًا قانونيًا لم تتحرر فيه المرأة تمامًا في أعين القانون، وبالتالي تنتقل من سيطرة آبائها إلى زوج أزواجهن. .
يتم تعريف المراهقين على أنهم بين الطفل والمراهق.

## شروط الذكور
تطورت البكالوريوس في القرن الرابع عشر من «فارس في التدريب» (ربما من قبل الموظفين لتدريبهم على القتال بالسيف) إلى «عضو جديد في نقابة أو جامعة» وبحلول عام 1386 إلى «رجل غير متزوج»
تلميذ عسكري
garçon ، والفرنسية للصبي، شكل من أشكال قديمة أو غير القياسية غارس (بمعنى (عادة الشباب) رجل)، اعتمد في مختلف اللغات (بالإنجليزية عنها منذ 1788) ل (الطعام أو الشراب) النادل
العريس (وليس اشتقاقي متجانسة لا علاقة لها معنى «زوج ليكون») تعني في الأصل «الشباب الذكور»، قد يكون مرتبطا ب "gromet" (خادمة، خصوصا الصبي السفينة)، وفقط في 1667 كان يستخدم خصيصا ل رجل مستقر أو - صبي (حتى آخر ليس بالضرورة شابا).
الوغد (الإنكليزية القديمة cnafa أو cnapa ، وما شابه ذلك مع الهولندية knaap ، الألمانية Knabe ، و Knappe ، «الصبي»)، في الأصل «الطفل الذكر»، «صبي» (تشوسر، كانتربري حكايات: كتبة حكاية، I. 388). مثل كلمة puer اللاتينية، كانت الكلمة تستخدم في وقت مبكر كاسم لأي صبي أو فتى يعمل كخادم، وكذلك للخدم الذكور بشكل عام (Chaucer : Pardoners Tale ، 1. 204)، ولا سيما رجل الرحلات. كان الاستخدام الحالي لكلمة "knave" لـ «رجل غير شريفا وماكرًا»، استخدامًا مبكرًا، ويوجد في Layamon (حوالي 1205). فيلعب بطاقات بطاقة المحكمة أدنى من كل دعوى، وغالبا ما يسمى جاك، وهو ما يمثل خادم العصور الوسطى، والمغارة.
الفتى، أو في الإسكتلندي ضآلة شكل الصبي (المسجلة منذ 1546): المعروف منذ c.1300 كما ladde «الجندي القدم»، كما «خادم الشباب الذكور» (يشهد على أنه لقب من c.1100)، ربما من اللغة الاسكندنافية (cf. النرويجي -ladd ، في مركبات لـ «شاب»، ربما في الأصل بصيغة الجمع من الرصاص (v.)، وبالتالي «الشخص الذي يقود» (من قبل اللورد)؛ المعنى الحالي «صبي، شاب، شاب» يشهد من c.1440 ؛ في شمال إنجلترا، وخاصةً في مقاطعة لانكشاير، يشير الذكور من جميع الأعمار إلى أنفسهم «مازحًا». Lass (ie) هي النظير الأنثوي.
oac ، الأيرلندية القديمة عن «الشباب»، في وقت لاحق جاء ليعني «جندي»، كما هو الحال في Gallóglaigh (gallowglass)
بال، مصطلح يستخدم عادة من قبل كبار السن من الذكور لوصف أولئك الذين يعتبرون أصغر سنا.
الابن، حرفياً طفلاً ذكورياً، تم استخدامه للرجل «الصغير» الذي يمكن أن يُدعى صبي، وتحديداً فيما يتعلق بكبار، وخاصة «الأب»، كما غالباً ما يتصل الرجل بصبي (أصغر بكثير) يخاطبه السيد، أو رجل دين (لا يزال عادة ما يتم تناوله كأب) يستخدم لمعالجة الأشخاص العاديين، ولا سيما أولئك الذين في رعايتهم الرعوية؛ وضآلة سوني محجوز للأولاد الصغار
إن مصطلحات squire و esquire ، سواء من esquier الفرنسية القديمة (الفرنسية الحديثة écuyer)، نفسها من scutarius scutarius اللاتينية، دخلت أصلا الإنجليزية كصبي في حضور فارس (مثل صفحة)، ولكن تمت ترقيتهم اجتماعيا وفقدوا سنهم -connotation.
إن مصطلح swain ، من Old Norse sveinn ، يعني في الأصل شابًا أو خادمًا، حتى وإن كان عنوانًا قضائيًا نرويجيًا، وقد دخل اللغة الإنجليزية c.1150 كـ "مضيفة شابًا على فارس" بمعنى "squee ، أو رتبة صغرى، كما هو الحال في boatswain و coxswain ، ولكن الآن عادة ما يعني صديق (منذ 1585) أو فتى بلد (عامل المزرعة منذ عام 1579 ؛ وخاصةً راعٍ شاب، يشبه البجعة الإنجليزية القديمة "swineherd").
على المدى تابعة ينبع من قديم الجذر سلتيك * wasso- «الشاب سكوير» (على سبيل المثال الويلزية gwas «الشباب، خادمة،» بريتون جواز «خادمة، تابعة، رجل،» الايرلندية فوس «خادم»).
إن المصطلح " valet" و "varlet" المتغير الخاص به مستمدان أيضًا من "vassal" (أعلاه) وينطبقان على الخدم الذكور، وفي بعض الأحيان على الأخص الذكور.
wag ، التي تعني الآن «الشخص المولع في صنع النكات»، تسجل بالإنجليزية منذ 1553 ؛ إنها مشتقة من الفعل إلى الفزع (أي لإحداث حركة متذبذبة)، ربما في هذا السياق، مثل تقصير «حبل المشنقة»، أي شخص متجه نحو التأرجح في حبل المشنقة أو الرسن، سرعان ما يطبق بطريقة مضحكة على الأطفال المؤذيين (نفس الشيء تبقى فكرة في التعبير الهولندي ل galg en rad opgroeien)، في وقت لاحق لجميع الشباب دون دلالة شقي، وأخيرا إلى الأشخاص بارع
إن مصطلح «الشباب» نفسه لا يستخدم على نحو مألوف بشكل خاص للذكور الصغار، لا سيما بين سن البلوغ والنضج